# Jonathan Lobert
Jonathan Lobert (Metz, 30 de abril de 1985) é um velejador francês, medalhista olímpico de bronze.

## Carreira
Jonathan Lobert representou seu país nos Jogos Olímpicos de 2012, na qual conquistou a medalha de bronze em 2012 na classe finn. 